# Repparfjorden
Repparfjorden (nordsamisk Riehppovuotna) er en fjord i Kvalsund (Fálesnuorri) kommune i Troms og Finnmark fylke i Norge.  Den ligger  sydøst for Kvaløya (Fálá) ved Kvalsundet og byen Kvalsund (Ráhkkerávju). Fjorden har indløb mellem Tappen i sydvest og bygden Klubbukt (Klubbogohppi) i nordøst, og går 13 kilometer mod sydøst til Oldernes i bunden af  fjorden, hvor Repparfjordelven løber ud.
Bygden Halsen (Čeavahaš) ligger ved Tappen, og lige sydøst for Tappen ligger bygden Slettelv. Bygden Oldervik ligger på østsiden lidt inde i fjorden. På sydvestsiden, et godt stykke inde i fjorden ligger Fægfjord (Veaigesvuotna).
Fjorden er 127 meter på det dybeste, som er midt i fjorden lige indenfor mundingen.
Riksvei 94 går langs hele sydvestsiden af fjorden, mens Fylkesvej 134 (Finnmark) går langs nordøstsiden.